# 杏林製薬
杏林製薬株式会社（きょうりんせいやく）は、日本の中堅医薬品メーカーの一つ。一般的には"杏林"をカタカナで表記したキョーリン製薬の名称が用いられる。現在は持株会社であったキョーリン製薬ホールディングスが子会社であった初代法人を吸収合併して事業会社化し、商号変更した2代目法人である。
コーポレートメッセージは「健康はキョーリンの願いです。」。

## 沿革
- 1923年 - 荻原廣が東洋新薬社として創業する。
- 1931年 - 合資会社杏林化学研究所を設立（由来は神仙伝から、話は杏林大学#概観を参照）
- 1940年 - 名称を杏林製薬株式会社に変更する。販売部門を杏林薬品株式会社として分離する。
- 1992年 - 杏林薬品株式会社を合併する。
- 1994年10月 - 株式会社杏栄ビルを吸収合併する。
- 1996年 4月 - 日清製粉株式会社の子会社である日清製薬株式会社が第三者割当増資を行い、増資分すべてを当社に引き受けたことによって同社は合弁会社化され、日清キョーリン製薬株式会社に商号変更する（その後、日清製粉株式会社が持株会社制へに移行によって株式会社日清製粉グループ本社に商号変更後に、同社の医薬事業における子会社である日清ファルマ株式会社も出資するようになる）。
- 1998年8月 - P&Gから日本における「ミルトン」事業を買収（同製品は、旧日本ヴィックス→P&Gヘルスケア時代からの商品）。
- 1999年4月 - 東京証券取引所市場第二部上場
- 2000年
  - 3月 - 東京証券取引所市場第一部に指定
  - 6月 - 戦略的提携にかかわるアドバイザリーサービスやベンチャー企業向け事業ファンドの運営を行う子会社として、株式会社ビストナーを設立。
- 2001年2月 - アメリカ・ニュージャージー州に現地法人「Kyorin USA,Inc.」を設立し、同年4月に業務を開始。
- 2002年3月 - ドイツ・フランクフルトにヨーロッパにおける現地法人「Kyorin Europe GmbH」を設立。
- 2003年
  - 1月 - 抗真菌剤アモロルフィン塩酸塩をスイッチOTC化した一般用医薬品「トークール」を発売。併せて、大正製薬株式会社へのOEM供給も行い、同社では「ダマリンエース」の商品名で同じ日に発売された。
  - 4月 - L-カルボシステインとブロムヘキシン塩酸塩を配合した一般用医薬品の去たん薬を佐藤製薬株式会社、東洋カプセル株式会社との3社共同で開発し、当社は佐藤製薬からOEM供給を受ける形で「クールワン去たんカプセル」を発売（佐藤製薬では「ストナ去たんカプセル」として同じ日に発売）。
- 2004年12月 - アメリカ・カリフォルニア州のバイオベンチャー企業「ActivX Biosciences, Inc.」の全株式を取得し、当社のアメリカ子会社である「Kyorin Research, Inc.」を同社へ吸収合併して当社の完全子会社化する。
- 2005年
  - 5月 - ジェネリック医薬品メーカーの東洋ファルマー株式会社を子会社化。
  - 6月 - 化粧品を中心としたヘルスケア事業を手掛けるドクタープログラム株式会社の全株式を取得し完全子会社化。
- 2006年
  - 3月 - 当社の筆頭株主で、創業家の資産管理会社であった株式会社キョーリン（後のキョーリン製薬ホールディングス株式会社）との株式交換により同社の完全子会社となって持株会社制へ移行。先立って上場を廃止していた当社に代わって株式会社キョーリンが東京証券取引所市場第一部に上場した。併せて、3月10日からコーポレートマーク&ロゴ及び社名フォントを変更。
  - 10月 - 子会社等（東洋ファルマー株式会社(現・キョーリンリメディオ株式会社)、ドクタープログラム株式会社[注釈 1]、株式会社ビストナー[注釈 2]、株式会社杏文堂）の支配及び管理にかかる営業を会社分割により株式会社キョーリン（後のキョーリン製薬ホールディングス株式会社）へ承継。これにより、当社はグループ内における創薬ビジネスと医薬事業を手掛ける事業子会社の位置づけとなった。
- 2008年10月 - 日清キョーリン製薬株式会社を吸収合併。
- 2011年4月 - グループでの環境衛生事業への参入に伴い、キョーリンメディカルサプライ株式会社（株式会社杏文堂が親会社のキョーリン製薬ホールディングス株式会社から増資を受けて商号変更、2020年4月にキョーリン製薬グループ工場株式会社へ吸収合併）向けの環境衛生製品の製造を開始。
- 2013年4月 - 開発研究所がグループ会社であるドクタープログラム株式会社の総合研究所と統合し、スキンケア研究所に改称。
- 2018年4月 - 能代工場をキョーリン製薬グループ工場株式会社へ会社分割により承継。
- 2023年4月 - 創業100周年を機に、親会社であるキョーリン製薬ホールディングス株式会社へ吸収合併され、事業会社となるキョーリン製薬ホールディングス株式会社は杏林製薬株式会社（2代目）へ商号変更（逆さ合併による統合）[1]。

## 帝人との合併構想
2003年4月末までにTOBによって帝人傘下に入り、帝人の医薬品事業グループ（現在の帝人ファーマ）と同年10月末までに合併する経営統合案が2003年1月に発表されたが、両社間の株価比率や3月のガチフロ事件によって、4月23日に両社会見を開き、合併を見送ると発表した。
ガチフロ事件によって、杏林製薬の株価が暴落（1月時点では1800円前後が緊急安全性情報発表後に1000円近辺に下落）した事により、帝人と杏林製薬の企業価値の乖離が広がり、4月の合併比率決定までに妥協点が出なかったとされている。

## 事業所
- 本社（東京都千代田区）
- 研究所：わたらせ創薬センター（栃木県野木町）
- 支店：全国9ヶ所
- 営業所：全国85ヶ所（北海道支店管轄5ヶ所、東北支店管轄7ヶ所、関越支店管轄7ヶ所、東京支店管轄9ヶ所、首都圏支店管轄13ヶ所、東海北陸支店管轄11ヶ所、関西支店管轄14ヶ所、中国四国支店管轄10ヶ所、九州支店管轄9ヶ所）

## 関連会社
以下の会社は、親会社が同じキョーリン製薬ホールディングス株式会社である兄弟会社である。
- キョーリンリメディオ株式会社（親会社100%出資）
- キョーリン製薬グループ工場株式会社（親会社100%出資）
- 日本理化学薬品株式会社（親会社29.9%間接出資）

## 製品

### 医療用医薬品
以下は主に販売されている製品。合成抗菌剤を得意とする。
- フルティフォーム - 喘息治療配合剤
- エクリラ ジェヌエア - COPD治療剤
- べオーバ - 過活動膀胱治療剤
- ウリトス - 過活動膀胱治療剤
- キプレス - ロイコトリエン受容体拮抗剤・気管支喘息治療剤
- ムコダイン - 気道粘液調整・粘膜正常化剤（なお、2024年3月1日に「ムコダイン」の商標をシオノギヘルスケアへ許諾し、「ムコダイン錠500mg」と同一処方の一般用医薬品「ムコダイン去たん錠Pro500」が同社から発売された）
- ケタス - 気管支喘息・脳血管障害改善剤
- バクシダール - 広範囲経口ニューキノロン系抗菌剤
- アプレース - 胃炎・胃潰瘍治療剤
- ペンタサ - 潰瘍性大腸炎・クローン病治療剤
- ロカルトロール- 活性型ビタミンD3製剤（中外製薬との共同販売）
- ベストロン - セフェム系抗生物質製剤

### ヘルスケア製品（OTC医薬品・環境衛生）
- クールワン去たんソフトカプセル【第2類医薬品】 - 2003年4月発売。ソフトカプセルタイプの去たん薬（L-カルボシステイン・ブロムヘキシン塩酸塩配合）。2013年7月に「クールワンせき止めGX」の発売に伴ってパッケージデザインが変更され、ゴールドとグリーンの2トーンデザインとなった。（製造販売元：佐藤製薬）
- クールワンせき止めGX【指定第2類医薬品】 - 2013年7月発売。カプレットタイプの鎮咳去痰薬（L-カルボシステイン・ジヒドロコデインリン酸塩配合）。カプレットタイプとすることで、服用量を従来の「クールワンせき止め」の半分（15歳以上:1回2錠服用）となった。2018年4月にに用法・用量が改訂され、服用年齢が従来の8歳以上から12歳以上に引き上げられた。（製造販売元：テイカ製薬）
- クールワンせき止めGX液【指定第2類医薬品】 - 2016年8月発売。液体タイプの鎮咳去痰薬（L-カルボシステイン・ジヒドロコデインリン酸塩配合）。2018年7月に用法・用量が改訂され、服用年齢が従来の8歳以上から12歳以上に引き上げられた。（製造販売元:日新薬品工業）
- クールワン鼻スプレー【第2類医薬品】 - 鼻炎用点鼻薬（製造販売元：佐藤製薬）。
- エピアマートSプラス【第2類医薬品】  - 2019年発売。従来発売されていた「エピアマートS」の処方をベースにトコフェロール酢酸エステルとベンゼトニウム塩化物を追加配合し、処方強化された皮膚炎・湿疹用薬。（製造販売元：万協製薬）
- ナチュレアE300【第3類医薬品】  - ビタミンE主薬製剤。2019年にパッケージデザインが変更された。（製造販売元：テイカ製薬）
- ミルトン【第2類医薬品】 - 1998年にP&Gグループから日本での「ミルトン」事業を承継し、取り扱いを開始。次亜塩素酸ナトリウムを配合した哺乳瓶・乳首・器具用消毒液。水で希釈し、溶液につける。450ml、1000mlのほかに、医療施設向けの3000mlもラインナップする。なお、前田産業がかつて製造していた製品と製品名が同じだが、同社の場合は乳酸菌飲料となり、カテゴリが異なる。
- Milton CP - 2008年2月発売。ジクロルイソシアヌル酸ナトリウムを配合した錠剤タイプの哺乳瓶・乳首用除菌剤。「ミルトン」同様、水に溶かした後で溶液に浸す。本品は誤飲防止のため「CP（チャイルドプルーフ）シート」が採用されており、P&Gグループから承継された同類製品の「ミルトンタブレット」とは異なり家庭用品の扱いとなり、ベビー用品専門店など医薬品を取り扱わない店舗にも販路を拡大した。発売当初は18錠も設定されていたが、現在（2020年11月時点）では36錠と60錠の2容量が設定されている。
- ミルトン専用容器 - 「ミルトン」同様にP&Gグループからの事業承継により取扱を開始。「ミルトン」や「Milton CP」の溶液の調製や浸漬の際に使用する専用容器。浮き上がり防止用の落としブタと溶液に触れずに取り出す際のトング（哺乳ビンバサミ）が同梱する。また、光に弱く分解される性質がある溶液を守るため、「ミルトン」のボトルと同じブルーの容器が採用されている。
- 洗剤Milton 哺乳びん・さく乳器・野菜洗い - 2016年6月発売。哺乳瓶や搾乳器などの授乳用品や離乳食器・離乳食用の野菜・果物の洗浄にも使用可能なポンプタイプの専用洗剤。
- Milton うるおい手指消毒ジェル【指定医薬部外品】 - 2020年8月発売（ベビー用品専門店先行発売）。ベンザルコニウム塩化物にヒアルロン酸ナトリウムを配合した手指消毒剤。携帯用の60mlとポンプタイプの285mlがあり、60mlにはホルダー付も設定される（製造販売元：大阪製薬）。
- huguu（ハグゥ） - 2019年11月（ベビー専門店・Eコマース先行、ドラッグストアでは2020年2月）発売。「ミルトン」から派生した赤ちゃん用洗たく洗剤。純石けん分と植物性洗浄成分を組み合わせた液体タイプのハイブリッド洗剤（洗濯用複合せっけん）で、漂白剤・蛍光増白剤・リンを無添加としている。つめかえ用も設定されている。

## 提供番組

### 現在
2023年4月時点ではなし。

### 過去
※いずれも日本テレビ系列
- 独占!スポーツ情報
- 人生が変わる1分間の深イイ話 ※ミルトン名義
- ZIP! ※火曜日
- ズームイン!!サタデー
- The独占サンデー
- シューイチ
- スッキリ